# David Temaki
David Temaki (ur. w 1974) – nauruański lekkoatleta, specjalizujący się w biegach średniodystansowych i długodystansowych.
W 1993 roku wziął udział w mistrzostwach Oceanii kadetów. Z czasem 2:23,39, uplasował się na 10. miejscu w biegu na 800 metrów, z czasem 5:19,59 zajął ostatnie, 12. miejsce w biegu na 1500 metrów, a w biegu na 3000 metrów zajął przedostatnie, szóste miejsce (11:38,89). Ten ostatni wynik jest obecnym rekordem Nauru.
Juniorski rekordzista kraju w biegu na 1500 metrów z wynikiem 5:09,91.

## Rekordy życiowe
- Bieg na 800 metrów – 2:17,4 (17 maja 1995, Meneng)[1], były rekord Nauru[4]
- Bieg na 1500 metrów – 5:09,91 (marzec 1993, Sydney)[3]
- Bieg na 3000 metrów – 11:38,89 (15 marca 1993, Canberra), rekord Nauru[5]